# Landkreis Spremberg (Lausitz)

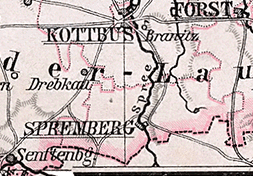
Das Kreisgebiet 1905

Der Landkreis Spremberg (Lausitz) (ursprünglich Kreis Spremberg, bis ins 19. Jahrhundert auch Spremberger Kreis genannt, 1816–1825 Spremberg-Hoyerswerdaer Kreis) war ein Landkreis in der Niederlausitz in Brandenburg. Er bestand in Preußen, in der SBZ und in der DDR bis 1952. Der Landkreis umfasste am 1. Januar 1945 die Kreisstadt Spremberg sowie 37 weitere Gemeinden.

## Verwaltungsgeschichte

### Königreich Sachsen
Nachdem die Herrschaft Spremberg mit der Niederlausitz 1635 zum Königreich Sachsen gekommen war, wurde der Sprembergische Kreis gebildet. 1756 wurde das Amt Spremberg geschaffen.

### Königreich Preußen
1815 musste das Königreich Sachsen nach dem Wiener Kongress auch den Sprembergischen Kreis an das Königreich Preußen abtreten.
Es wurde Teil des neuen Regierungsbezirks Frankfurt in der Provinz Brandenburg.
1816 wurde eine umfassende Kreisreform durchgeführt, bei der der neue Spremberg-Hoyerswerdaer Kreis aus einem Zusammenschluss des Amtes Spremberg mit der Herrschaft Hoyerswerda und preußisch gewordenen Teilen des Bautzener Kreises gebildet wurde. Dabei wurde einige Exklaven und Enklaven mit den Kreisen Calau, Cottbus und Sagan ausgetauscht. Sitz des neuen Kreises wurde die Stadt Hoyerswerda. Im Jahre 1816 hatte der Kreis Spremberg-Hoyerswerda 28.650 Einwohner.
Bereits 1825 wurde der Kreis Spremberg-Hoyerswerda wieder aufgelöst. Aus dem Südteil des Kreises, der historisch zur Oberlausitz gehörte, wurde der neue Kreis Hoyerswerda gebildet und dieser dem Regierungsbezirk Liegnitz in der Provinz Schlesien zugeordnet. Der nun wieder ungefähr aus seinem ursprünglichen Gebiet bestehende Kreis Spremberg mit der Stadt Spremberg als Kreissitz verblieb im Regierungsbezirk Frankfurt der Provinz Brandenburg.

### Norddeutscher Bund/Deutsches Reich
Seit dem 1. Juli 1867 gehörte der Kreis Spremberg zum Norddeutschen Bund und ab dem 1. Januar 1871 zum Deutschen Reich. Zum 30. September 1928 fand entsprechend der Entwicklung im übrigen Freistaat Preußen eine Gebietsreform statt, bei der alle Gutsbezirke aufgelöst und benachbarten Landgemeinden zugeteilt wurden. Die Kreisbezeichnung wurde in den 1930er Jahren in Spremberg (Lausitz) festgesetzt. Im Frühjahr 1945 wurde das Kreisgebiet durch die Rote Armee besetzt.

### Sowjetische Besatzungszone/Deutsche Demokratische Republik
Mit Wirkung zum 1. April 1946 kamen durch Beschluss des Präsidiums der Provinzialverwaltung Mark Brandenburg die Gemeinden Zelz-Bahren (am 1. Januar 1946 aus Bahren und Zelz entstanden), Döbern, Gosda II (bei Döbern), Groß Kölzig, Jämlitz, Jerischke, Klein Düben, Klein Kölzig, Kromlau, Preschen, Raden, Tschernitz und Zschorno des aufgelösten Landkreises Sorau zum nunmehr Landkreis Spremberg genannten Kreis.
Durch das Gesetz über die Änderung zur Verbesserung der Kreis- und Gemeindegrenzen vom 28. April 1950 wurden die Kreisgrenzen am 1. Juli 1950 erneut verändert, dabei erhielt der Landkreis Spremberg die Gemeinden Drieschnitz, Jocksdorf und Kahsel vom Landkreis Cottbus sowie die Gemeinde Rehnsdorf aus dem Landkreis Calau.
Die Gebietsreform in der DDR von 1952 brachte umfangreiche Gebietsänderungen:
- Die Gemeinden Bahren-Zelz, Döbern, Gosda bei Döbern, Groß Kölzig, Jerischke, Jocksdorf, Klein Kölzig, Preschen und Raden wechselten aus dem Landkreis Spremberg in den Kreis Forst.
- Die Gemeinden Jehserig und Rehnsdorf wechselten aus dem Landkreis Spremberg in den Kreis Cottbus-Land.
- Die Gemeinde Kromlau wechselte aus dem Landkreis Spremberg in den Kreis Weißwasser.
- Die verbliebenen Gemeinden bildeten den Kreis Spremberg. Zu diesem Kreis kam auch noch die Gemeinde Kausche aus dem Landkreis Senftenberg. Der Kreis Spremberg wurde dem neugebildeten Bezirk Cottbus zugeordnet.

## Einwohnerentwicklung
| Jahr | Einwohner | Quelle |
| ---- | --------- | ------ |
| 1840 | 13.773    | [ 10 ] |
| 1871 | 23.505    | [ 11 ] |
| 1890 | 27.699    | [ 12 ] |
| 1900 | 29.474    | [ 12 ] |
| 1910 | 35.470    | [ 12 ] |
| 1925 | 39.771    | [ 12 ] |
| 1933 | 42.646    | [ 12 ] |
| 1939 | 44.389    | [ 12 ] |
| 1946 | 49.422    | [ 13 ] |

Nach der Statistik von Arnošt Muka sprachen 1884 10.735 Einwohner des Kreises Spremberg Sorbisch, das entsprach einem Anteil von 42,1 % an der Gesamtbevölkerung. Die amtliche preußische Statistik zählte dagegen im Jahr 1890 nur 3.078 sorbische Muttersprachler (11,1 %), wobei zu beachten ist, dass zweisprachige Personen von der preußischen Statistik grundsätzlich den Deutschen zugeordnet wurden.

## Kommunalverfassung bis 1945
Der Kreis Spremberg gliederte sich in eine Stadt, in Landgemeinden und – bis zu deren Auflösung im Jahre 1928 – in Gutsbezirke. Mit Einführung des preußischen Gemeindeverfassungsgesetzes vom 15. Dezember 1933 gab es ab dem 1. Januar 1934 eine einheitliche Kommunalverfassung für alle preußischen Gemeinden. Mit Einführung der Deutschen Gemeindeordnung vom 30. Januar 1935 wurde zum 1. April 1935 das Führerprinzip auf Gemeindeebene durchgesetzt. Eine neue Kreisverfassung wurde nicht mehr geschaffen; es galt weiterhin die Kreisordnung für die Provinzen Ost- und Westpreußen, Brandenburg, Pommern, Schlesien und Sachsen vom 19. März 1881.

## Landräte
- 1817–1840 August Ludwig Theodor von Oertzen († 1840)
- 1841–1871 Julius Eduard von Poncet (1802–1883)
- 1871–1881 Gustav Eduard Eugen Seydel († 1881)
- 1881–1888 Daniel Martin Immanuel Hoffmann
- 1888–1901 Ernst Falkenthal (1858–1911)
- 1901–1919 Erwin Wilkins (1868–1940)
- 1919–1925 Wilhelm Köhne (* 1883)
- 1925–1928 Walter Wüllenweber
- 1928–1933 Rudolf Sachse
- 1933–1934 Hansen Burscher
- 1934–1945 Georg Jacobi

## Städte und Gemeinden

### Stand 1945
Dem Kreis Spremberg gehörten 1945 die folgenden Städte und Gemeinden an:
| - Bagenz - Bloischdorf - Bohsdorf - Bühlow - Cantdorf - Eichwege - Friedrichshain - Gosda - Graustein - Groß Buckow - Groß Luja - Heinrichsfeld - Hornow | - Jehserig - Jessen - Klein Buckow - Klein Loitz - Kochsdorf - Lieskau - Proschim - Pulsberg - Radeweise - Reuthen - Roitz - Schönheide - Sellessen | - Slamen - Spremberg, Stadt - Stradow - Straußdorf - Terpe - Trattendorf - Türkendorf - Wadelsdorf - Welzow - Weskow - Wolfshain - Wolkenberg |

### Vor 1939 aufgelöste Gemeinden
- Göhrigk, am 1. April 1936 zu Jehserig
- Horlitza, am 1. Oktober 1938 zu Reuthen
- Muckrow, am 1. Oktober 1938 zu Sellessen
- Neu Welzow, in den 1920er Jahren zu Welzow
- Papproth, am 1. April 1936 zu Jehserig

### Namensänderungen
In den 1930er Jahren gab es einige Änderungen der Schreibweise wie
- Byhlow → Bühlow
- Jehserigk → Jehserig
- Terppe → Terpe.

In der Zeit des Nationalsozialismus wurden 1937 in der Lausitz mehrere Ortsnamen sorbischen Ursprungs mit neuen deutschen Namen versehen (Übersetzung oder freie Erfindung). Anders als in Sachsen wurden diese Namensänderungen hier nach 1945 nicht rückgängig gemacht. Die Gemeinde Dubraucke erhielt dabei den neuen Namen Eichwege.